# Callerinnys clathraria
Callerinnys clathraria là một loài bướm đêm trong họ Geometridae.